# Barinitas
Barinitas é uma cidade venezuelana, capital do município de Bolívar (Barinas).